# إيملي كروس
إيملي كروس (بالإنجليزية: Emily Cross)‏ هي مبارزة بالسيف أمريكية، ولدت في 15 أكتوبر 1986 في سياتل في الولايات المتحدة.

## وصلات خارجية
- إيملي كروس على موقع الاتحاد الدولي للمبارزة (الإنجليزية)
- إيملي كروس على موقع اللجنة الأولمبية الدولية (الإنجليزية)
- إيملي كروس على موقع أوليمبيديا (الإنجليزية)
- إيملي كروس على موقع اللجنة الأولمبية والبارالمبية الأمريكية (الإنجليزية)